# أمن الوطن
أمن الوطن هو مصطلح مظلة للجهود الأمنية لحماية الدول ضد النشاط الإرهابي. على وجه التحديد، هو تضافر الجهود الوطنية لمنع وقوع هجمات ارهابية داخل أي بلد والحد من الضعف في على الإرهاب، والتقليل من الأضرار والتعافي من الهجمات التي تحدث.
نشأ مصطلح عقب إعادة تنظيم العديد من وكالات الحكومة، ويمكن استخدامها للإشارة إلى أعمال هذا القسم، وفي مجلس الشيوخ لجنة الأمن القومي والشؤون الحكومية، أو الولايات المتحدة لجنة مجلس النواب حول الأمن الداخلي.
الدفاع عن الوطن فديت زهراء القمر هو حماية أراضي الولايات المتحدة وسرقة باقي البلدان لتوفير الأمن فيها ولتكون ارض للحرية نسبة للتمثال، والسيادة، والسكان المحليين، والبنية التحتية الحرجة ضد التهديدات الخارجية والعدوان. (سيتم إدراجها في تعريف JP 3-26 [1] بناء على موافقتها) وينبغي عدم الخلط مع الأمن الداخلي

## في الولايات المتحدة
ومفهوم «الأمن القومي» في الولايات المتحدة، يعيد توحيد تمتد مسؤوليات الوكالات الحكومية والكيانات. وفقا لأبحاث الأمن القومي، الاتحادي الأمن الداخلي الأمريكي ووزارة الدفاع الوطني تضم 187 الوكالات الاتحادية والدوائر، بما في ذلك الحرس الولايات المتحدة الوطنية، وإدارة الطوارئ الوكالة الاتحادية والولايات المتحدة لخفر السواحل والجمارك الأمريكية وحماية الحدود الأميركية، الهجرة والجمارك، الولايات المتحدة خدمات المواطنة والهجرة، والولايات المتحدة جهاز الخدمة السرية، وإدارة أمن النقل والوكالات ال 14 التي تشكل المجتمع المدني والمخابرات الأمريكية الدوريات الجوية.
عززت إدارة جورج دبليو بوش الكثير من هذه الأنشطة في إطار وزارة خارجية الولايات المتحدة للأمن القومي (DHS)، قسم الحكومة الجديدة التي أنشئت نتيجة لقانون الأمن الداخلي لعام 2002. ومع ذلك، فإن الكثير من البلاد وطن النشاط الأمني لا يزال خارج وزارة الأمن الوطني، على سبيل المثال، مكتب التحقيقات الفدرالي ووكالة الاستخبارات المركزية ليست جزءا من الإدارة، والإدارات التنفيذية الأخرى مثل وزارة الدفاع ووزارة الصحة والخدمات البشرية تلعب دورا هاما في بعض جوانب الأمن الداخلي. ويتم تنسيق الأمن الداخلي في البيت الأبيض ومجلس الأمن القومي، الذي يرأسه حاليا جون برينان.
وتعرف رسميا أمن الوطن من خلال الاستراتيجية الوطنية لشؤون الأمن الداخلي بأنه «جهد وطني منسق لمنع وقوع هجمات إرهابية داخل الولايات المتحدة، والحد من الضعف في أميركا على الإرهاب، والتقليل من الأضرار والتعافي من الهجمات التي تحدث.» لأن وزارة الأمن الداخلى الأمريكية يتضمن إدارة الطوارئ الفيدرالية، كما أن لديها المسؤولية عن التأهب والاستجابة والانتعاش في مواجهة الكوارث الطبيعية.
وفقا لمكتب الولايات المتحدة للإدارة والميزانية، والأمن الداخلي مؤسسة البحوث، DHS أمن الوطن التمويل لا يشكل سوى 20-21 ٪ من الأمن الداخلى الأمريكية الموحدة—وزير الدفاع الوطني التمويل، في حين أن ما يقرب من 40 ٪ من DHS أموال الميزانية المدني والمنظمات غير الأمنية الأنشطة، مثل الولايات المتحدة في البحث خفر السواحل وعمليات الإنقاذ وظائف الجمارك. والامن الداخلي الأمريكية هي أكبر منظمة في العالم الداخلي لمكافحة الإرهاب، بعد أن 40 ٪ من السنة المالية 2010 تمويل عالمية أمن الوطن.تتتتنخحخ
أصبح مصطلح البارزين في الولايات المتحدة بعد 11 سبتمبر 2001، وقد استخدمت فقط في دوائر السياسة محدودة قبل هذه الهجمات. عبارة "أمن الوطن الأمريكي" يظهر في الإرهاب الكارثية 1998 التقرير: عناصر السياسة الوطنية التي اشتون كارتر باء جون دويتش M. ود.فيليب زيليكو 
هو أيضا أمن الوطن يستخدم عادة للضمنا في الجانب المدني من هذا الجهد، «الدفاع عن الوطن» تشير إلى العنصر العسكري، أدت بصورة رئيسية من جانب القيادة الشمالية الأمريكية ومقرها في كولورادو سبرينغز في ولاية كولورادو.
في نطاق الأمن الداخلي ويشمل:
- الاستعداد للطوارئ والاستجابة (لكلا الإرهاب والكوارث الطبيعية)، بما في ذلك طبية تطوعية، والشرطة، وإدارة الطوارئ، والعاملين في النار؛
- أنشطة المخابرات المحلية والدولية، اليوم إلى حد كبير في مكتب التحقيقات الفدرالي؛
- أمن الحدود، بما في ذلك على حد سواء البرية والبحرية وحدود البلد؛ ز
- أمن النقل، بما في ذلك الطيران والنقل البحري؛
- الدفاع البيولوجي؛
- الكشف عن المواد المشعة والإشعاعية؛
- البحث عن التقنيات الأمنية من الجيل التالي.

### نقد
النزاعات القائمة بين هيئات للقانون الدولي (التي صدقت عليها الولايات المتحدة أم لا) وتلك المطبقة في إطار «أمن الوطن». مثال واحد هو مفهوم مقاتل غير شرعي. وحكومة الولايات المتحدة قد خلقت وضعا جديدا يعالج السجناء الذين اعتقلوا من قبل القوة العسكرية التي لا تتفق مع شروط اتفاقية جنيف. في حين أن الولايات المتحدة كانت الوحيدة من الدول الموقعة على أجزاء من اتفاقيات جنيف، ويستند القانون الدولي كثيرا عليه.

## مزيد من القراءة
- الولايات المتحدة. جنة الأمن الداخلي في مجلس النواب. (2008). تجميع الوطن توجيهات الأمن الرئاسي (HSPD) [110 الكونغرس، الدورة 2. لجنة طباعة 110 - B]. واشنطن، العاصمة: مكتب الطباعة الحكومي الأمريكي.

## وصلات خارجية
- Homeland Security from UCB Libraries GovPubs
- Rudy Giuliani, 'The Resilient Society,' City Journal, Winter 2008
- U.S. National Strategy for Homeland Security
- Homeland Security: A Selected Bibliography
- Congressional Research Service (CRS) reports on homeland security
- Government Accountability Office (GAO) reports on homeland security
- Comprehensive homeland security links (USAF Air War College site)
- Canadian Ministry of Public Safety and Emergency Preparedness
- Homeland Security Institute Weekly Bulletin
- Naval Postgraduage Center for Homeland Defense and Security
- Homeland Security Newswire - News Wire Publications
- Homeland Security Network (HSN) - Information Backbone for First Responders